# اقتصاد سبز
اقتصاد سبز، اقتصادی است که در سایهٔ زندگی انسان‌های پیشرفته و عدالت اجتماعی پدید می‌آید در حالی که در آن خطرها و آسیب‌های زیست‌محیطی در کمترین میزان ممکن است. اقتصاد سبز یک اقتصاد یا توسعهٔ اقتصادی است که بر پایهٔ توسعهٔ پایا و آگاهی از اقتصاد بومی (سازگار با بوم) بنا نهاده شده است. اقتصاد سبز نوعی اقتصاد با هدف کاهش خطرات محیطی، کمبودهای بوم‌شناختی و توسعۀ پایدار بدون تجزیه محیطی است. اگرچه، اقتصاد سبز ارتباط تنگاتنگ و نزدیکی با اقتصاد زیست‌محیطی دارد، اما دارای کانون توجه کاربرد سیاسی‌تری است. گزارش اقتصادی برنامۀ محیط زیست سازمان ملل متحد (یوان‌ای‌پی) در سال ۲۰۱۱ بیان می‌کند که شرط و لازمۀ اقتصاد سبز نه تنها وجود اقتصاد کارآمد بلکه نیز اقتصاد منصفانه است. انصاف و عدالت حاکی از شناسایی و تشخیص ابعاد انصاف جهان و کشور، به ویژه تضمین گذر به اقتصاد کم کربن، منابع بر و جامعه فراگیر است. ارزشیابی مستقیم سرمایۀ طبیعی و خدمات بوم‌شناختی به عنوان وجود ارزش‌های اقتصادی به اقتصاد اکوسیستم‌ها، تنوع زیستی و بانک سرمایۀ طبیعی مراجعه شود و نظام حسابداری هزینه کامل که در آن هزینه‌ها ی برون یابی شده در جامعه به وسیله اکوسیستم‌ها به طرز معتبری ردیابی می‌شوند و به عنوان مسئولیت‌های واحدی مورد توجه قرار می‌گیرند و تصور می‌شوند که به هیچ دارایی زیان وارد نمی‌کنند یا آن را کم‌اهمیت نمی‌پندارند یکی از ویژگی‌های متمایزکننده این نوع اقتصاد از نظام‌های پیشین اقتصادی است. روش‌های دشته زن‌های (استیکر) سبز و اکو برچسب‌های سبز با رویارویی مشتریان با اندازه‌های هواداری و دوستداری محیط و توسعۀ پایدار پدید آمده‌اند. بسیاری از صنایع شروع به اتخاذ این روش‌ها به عنوان روش مهم و حیاتی ترویج روش‌های سبز خود در جهانی‌سازی اقتصاد کرده‌اند.

## تعریف
کارل بورکارت تعریف می‌کند که اقتصاد سبز باید از شش ویژگی برخوردار باشد:
- انرژی تجدیدپذیر (توان خورشیدی، توان بادی، توان دریایی از جملهٔ آن: توان موجی، زیست‌گاز و پیل سوختی)
- معماری سبز
- ترابری سبز (سوخت جایگزین، خودروی چندگانه‌سوز، برنامه‌های هم‌سفری، خودروی الکتریکی)
- مدیریت آب
- مدیریت پسماند
- مدیریت زمین (کشاورزی آلی، بازسازی بوستانها، پیشگیری از فرسایش خاک)

## اقتصاددان‌ها و اقتصادهای سبز
اقتصاد سبز به صورت هر نظریه اقتصادی تعریف می‌شود که به موجب آن اقتصاد مولفه اکوسیستمی تصور می‌شود که در آن قرار دارد (بیاد بود لین مارگولیس). دیدگاه کلی نسبت به این موضوع یک نمونه بارز است، به‌طوری‌که ایده‌ها و نظریه‌های اقتصادی بسته به عقیده نظریه‌پرداز خاص با سایر موضوع‌ها ترکیب می‌شود. طرفداران برابر طلبی زنان، پست مدرنیسم، نهضت بتو یا توراشناسی، جنبش صلح، سیاست‌ها ی سبز، ساما ن ستیزی و آشوب طلبی سبز و جنبش جهانی‌سازی از این اصطلاح جهت توضیح نظریه‌های مختلف استفاده می‌کنند که همگی در تمامی اقتصادهای بد تعریف شده " اصلی " سطحی و ظاهری هستند. سپس، استفاده از این عبارت با تمیز سیاسی طرفین سبز مبهم می‌شود که رسماً سازمان دهی شده است و حرف بزرگ G عبارت " سبز Green" وجود علامت و نشانه متمایز و منحصر بفردی را نشان می‌دهد؛ بنابراین، اشاره به به مکتب‌های بی‌پایه " اقتصاددان‌های سبز " طرفدار تغییر مسیر و جهت به اقتصاد سبز، تقلید زیستی و حسابداری کاملتنوع زیستی ترجیح داده می‌شود. (به تحقیق موثق بین‌المللی اقتصاد اکوسیستم‌ها و تنوع زیستی و معرفی این موارد و نمونه‌ها توسط فرد غیر متخصص در بانک سرمایه طبیعی مراجعه کنید).
برخی از اقتصاددان‌ها، اقتصاد سبز را یک شاخه یا رشته فرعی مکاتب معتبر تر می‌دانند؛ مثلاً، زمانی اقتصاد سبز نوعی اقتصاد کلاسیکی تصور می‌شود که زمین‌های مرسوم و سنتی به سرمایه طبیعی تعمیم داده شوند و دارای ویژگی‌های مشترکی با سرمایه فیزیکی و کار باشند (زیرا سرمایه‌های طبیعی چون رودخانه‌ها مستقیماً جایگزین سرمایه‌های ساخت انسان چون کانال‌ها می‌شوند). یا این نوعی اقتصاد مارکسیستی تصور می‌شود که در آن طبیعت به صورت نوعی Lumpenproletariat، پایه و مبنا بهره‌کشی از کارگران غیرانسانی معرفی می‌شود که ارزش افزوده یا اضافی به اقتصاد انسانی می‌دهد، یا به عنوان یکی از شاخه‌های اقتصاد نئوکلاسیکی تصور می‌شود که قیمت زندگی ملت‌های در حال توسعه در برابر توسعه یافته با نسبت بسیار پایین تعادل قدرت انسان و زندگی غیرانسانی ثابت نگه داشته می‌شود. افزایش تعهد یوان‌ای‌پی (و کشورهای ملی مثل انگلستان) نسبت به نظریه‌های سرمایه طبیعی و حسابداری هزینه کامل تحت شعار و عنوان‌سازی " اقتصاد سبز " تمایز بین مکاتب و تعریف‌های آن‌ها را به عنوان تغییرات " اقتصاد سبز" نامشخص و تیره می‌کند. مؤسسه چوب بریتون در سال ۲۰۱۰ به ویژه بانک جهانی و صندوق بین‌المللی پول (به واسطۀ ابتکار عمل تنخواده کردانی سبز ") با عهده‌گیری مسئولیت‌های مشخص سیاست بین‌المللی پولی و مالی حرکت به سوی ارزش‌گذاری گوناگونی زیستی تأمین مالی رسمی و کلی‌تر تنوع زیستی شروع کرده است. با توجه به این مسائل، آماچ یابی انتشارات نه حداقل بلکه اساسی و ریشه‌ای صفر زایدات تحقیق و عملیات انتشار صفر را ترویح می‌کند. گزارش اقتصادی یوان‌ای‌پی در سال ۲۰۱۱ اعلام کرد که «مبتنی بر تحقیقات موجود، تقاضا سالانه تنخواه گردانی و تأمین مالی تعدیل اقتصادهای جهانی بین ۱٫۰۵ تا ۲٫۵۹ بیلیون دلار آمریکا برآورد می‌شود. این تقاضا طبق اندازه‌گیری صورت‌بندی سرمایۀ ناخالص جهانی حدود یک دهم سرمایه‌گذاری سالیانه جهانی است».

## تعریف
کوکارل بورگرات اقتصاد سبز را براساس و پایه شش بخش و عامل زیر تعریف می‌کند
- انرژی تجدید پذیر سبز
- تشکیل حمل و نقل پایدار
- مدیریت آب
- مدیریت زایدات
- مدیریت زمین

اتاق بین‌المللی بازرگانی (ICC) با معرفی تجارت جهانی، به تعریف اقتصاد سبز به صورت زیر می‌پردازد: «اقتصاد سبز اقتصادی است که در ان رشد اقتصادی و مسئولیت‌های محیطی ضمن تأیید پیشرفت و توسعه اجتماعی با یکدیگر، و با روش متقابل تقویت‌کننده همکاری دارند»
ICC در سال ۲۰۱۲، نقشه جاده اقتصاد سبز متشکل از جمع‌آوری مجموعه‌ای از مقاله‌های کارشناسان سراسر جهان را در یک پروژه ۲ ساله مشورتی منتشر کرد. این نقشه جاده‌ای تحقیق جامع و چند رشته‌ای را جهت توضیح و شرح " اقتصاد سبز " ارائه می‌دهد. این نقشه جاده یا نقش اصلی تجارت را در یافت جواب چالش‌های معمول جهانی توضیح می‌دهد. این نقشه جاده‌ای ۱۰ شرط گذر تجارت / بین صنایع و تشریک مساعی را به اقتصاد سبز بیان می‌کند و ارائه می‌دهد:
- بازارهای آزاد و رقابتی
- متریک، حسابداری و گزارش دهی
- تنخواه گردانی و سرمایه‌گذاری
- آگاهی
- رویکرد از چرخه عمر
- کارایی و اثر بخشی منابع
- اشتغال
- آموزش‌های شغلی و نظارت بر مهارت‌ها
- سیاست یکپارچۀ شراکتی و تصمیم‌گیری

## اندازه‌های بوم‌شناختی
اندازه‌گیری برون‌داده، برآیند و پیشرفت اقتصادی با استفاده از شاخص‌های اقتصادی انجام می‌شود. شاخص و شناساگرهای سبز از نیاز به اندازه‌گیری اثرها و پیامدهای بوم‌شناختی انسان، بخش‌های کارآمد مثل حمل و نقل، انرژی، ساخت و ساز و توریسم و نیز جریان‌های سرمایه‌گذاری پدید می‌آید که حیطه‌های چون انرژی تجدید شدنی و نوآوری تکنیک‌های پاک را مورد آماج قرار می‌دهد.
شاخص‌های ۲۰۱۶–۲۰۱۰ جهانی سبز (GGEI) , توسط تبعه‌های دوگانه مشورتی LLC در چاپ پنجم آن منتشر شد. این شاخص عملکرد اقتصاد سبز و ادراکات و برداشت‌های آن را در ۸۰ کشور و ۵۰ شهر همراه با چهار بعد اصلی رهبری و تغییرات اقلیمی، بخش‌های کارآمد، بازارها، سرمایه‌گذاری و محیط اندازه‌گیری می‌کند. تحقیق جهانی و کلی ۲۰۱۲ تا ۲۰۱۰ شهر سبز انجام شده توسط حوزه‌های پروژه‌های پایدارپذیری زیمنس، ۵ شهر ۵۰ کشور متفاوت را نمره‌گذاری کرد.
اندازه‌گیری رد پا و جا پا بوم‌شناختی یکی از روش‌های سنجش اثرهای انسان زاد هستند و یکی دیگر از روش‌های مورد استفاده توسط دولت‌ها و حکومت‌های شهری است.

## مسائل انرژی سبز
اقتصادهای سبز به منظور جایگزینی انرژی تجدید شدنی به جای انرژی فسیلی و نیز حفظ و بقا انرژی و استفاده مؤثر ار انرژی نیازمند تولید انرژی مبتنی بر انرژی تجدید شدنی هستند.
این توجیه منطقی وجود دارد که ضعف و شکست بازار باید به محافظت محیطی و محافظت اقلیمی با این پوزش پاسخ دهد که هزینه‌های بالا خارجی و بالا اولیه و اصلی توسعه، تحقیق، و بازاریابی منابع انرژی سبز و محصولات سبز مانع شرکت‌ها از کاهش اختیاری و ارادی رد پای بوم‌شناختی خود می‌شوند. اقتصاد سبز به سوبسید و یارانه دولتی به عنوان مشوق‌های بازار به منظور تشویق و ترغیب شرکت‌ها به سرمایه‌گذاری و تولید محصولات و خدمات سبز نیاز دارد. قانون انرژی تجدید شدنی آلمان، قوانین بسیاری از کشورهای عضو اتحادیه اروپا و قانون بازسازی و بهبود اقتصادی و سرمایه‌گذاری مجدد ۲۰۰۹ آمریکا نوعی مشوق‌ها ی بازار را ارائه می‌دهد. البته، سایر کارشناسان و متخصصان معتقد هستند که اقتصاد سبز می‌تواند برای کشورهای بسیار سودآور باشد که قادر به درک پایدارپذیری تجاری هستند و می‌توانند محصولات و خدما ت سبز خود را بیش از مشتریان مرسوم و سنتی بازاریابی کنند.

## انتقادها
برخی از سازمان‌ها و انسان‌ها ویژگی‌ها و ابعاد " اقتصاد سبز"، به ویژه مفاهیم اصلی آن را بر پایه استفاده از مکانیسم قیمت‌ها به منظور محافظت از طبیعت مورد انتقاد قرار داده‌اند و بیان می‌کنند که این کنترل شرکت را به حیطه‌های جدید از جنگلداری تا آب بسط خواهد داد. سازمان تحقیقاتی گروه ETC بیان می‌کند که تأکید شرکت بر بیو اقتصادی " همگرایی بیشتر شرکت را مهم می‌سازد و تصرف و اخذ منابع عظیم را در بیش از ۵۰ سال رها می‌سازد ". ". اوگاردو لاندر، پروفسور ونزوئلایی بیان می‌کند که گزارش یوان‌ای‌پی در مورد اقتصاد سبز بسیار هدفمند است، اما " این حقیقت را نادیده می‌گیرد که ظرفیت نظام‌های موجود سیاسی در تأیید مقررات و قوانین علمیات آزاد بازارها – حتی زمانی که اکثر اعظم جمعیت خواستار آن‌ها هستند - توسط قدرت سیاسی و مالی شرکت‌ها محدود می‌شود. " اولریچ هوفمن در مقاله UNCTAD تیز بیان می‌کند که توجه به اقتصاد سبز و به‌طور اخص " رشد سبز " مبتنی بر رویکرد تحول و تکاملی (و اغلب تجزیه گرا) برای سازش و سارگاری با مشکلات و پیچیدگی‌های اقلیمی " کافی نیست و " امید کاذبی را ایجاد می‌کند و عذر خواهی بابت عدم انجام کار اساسی و بنیادی منجر به برگشت –U انتشار گازهای گلخانه‌ای جهان می‌شود. کلیو اسپاش یکی از اقتصاددان‌های بوم‌شناختی استفاده از رشد اقتصادی را در بررسی زیان‌های محیطی مورد انتقاد قرار داده است، و بیان می‌کند که اقتصاد سبز همان‌طور که مورد تأیید UN واقع شده است، یک دیدگاه جدید نیست و در حقیقت انحراف از محرک‌های حقیقی بحران‌های محیطی است. او نیز پروژه اقتصاد اکوسیستم‌ها و تنوع زیستی [TEEB] و اساس و پایه خدمات اکوسیستم‌ها را در عبارت‌های پولی مورد نقد قرار داده است.

## رویدادهای وابسته
اقتصاد سبز، انرژی سبز که پایهٔ آن انرژی تجدیدپذیر است را هم دربر می‌گیرد و تلاش می‌کند تا جایگزین سوخت سنگواره‌ای شود و به نگهداری انرژی برای هنگامهٔ ضرورت و ناچاری بپردازد.
هزینهٔ زیاد انرژی سبز و البته در مواردی شکست بازار مرتبط با بحث حفاظت محیط زیست و گرم‌شدن زمین به دلیل اثرات جانبی و هزینه‌های بالای بخش پژوهش، توسعه و بازاریابی برای انرژی سبز و محصولات به‌دست آمده از آن باعث می‌شود تا کارخانه‌ها و شرکت‌ها تمایل کمتری به فعالیت و سرمایه‌گذاری در این زمینه نشان دهند. به همین دلیل انرژی سبز و محصولات سبز برای گسترش نیاز به کمک دولت‌ها دارند. قانون انرژی تجدیدپذیر در میان کشورهای اتحادیهٔ اروپا و قانون بهبود و سرمایه‌گذاری مجدد ۲۰۰۹ آمریکا برای کمک به این بازار تصویب شده‌اند.